# Paul Matthes (Maler)
Oskar Paul Matthes (* 24. Januar 1872 in Königsberg; † 16. März 1956 in Bergholz-Rehbrücke) war ein deutscher Maler und Grafiker.

## Leben
Paul Matthes, Sohn des Schuh- und Stiefelfabrikanten Carl August Matthes und der Dorothea Amalie Rosalie, geb. Schusterius, wurde am 24. Januar 1872 in Königsberg (Ostpreußen) geboren und am 17. März 1872 in der reformierten Burgkirche von Königsberg getauft. Ab 1896 wirkte er als Dekorationsmaler, nach 1900 als Kunstmaler mit eigenem Kunstverlag in Köln. Der Aufenthalt in den Niederlanden ab 1901, dem Herkunftsland seines Vaters, war mit mehreren Ortswechseln verbunden: 1901–1905 Keulen und Zaandam, 1905–1907 Edam, 1907–5. April 1910 Leiden. In den Niederlanden war Paul Matthes Mitglied der Künstlervereinigung „Arti et Amicitiae“ (Kunst und Freundschaft – Vereinigung zur Förderung der bildenden Künste) mit Sitz in Amsterdam. Bereits 1907 meldete der Künstler einen weiteren Wohnsitz in Luzern/Schweiz, Vonmattstraße 52 an. Mit seiner Frau Minni Schihel und seinen drei Kindern, zog er von dort 1912 in die Zürichstraße 79. Auch in Luzern betrieb der Künstler einen eigenen Verlag „Kunst und Druck Paul Matthes“. Während des Ersten Weltkrieges wurde Paul Matthes zum Landsturm ohne Waffe nach Königsberg verpflichtet, jedoch aus gesundheitlichen Gründen vom Heeresdienst zurückgestellt. Am 14. November 1918 reiste er zurück in die Schweiz.
1919 trennte sich Paul Matthes von seiner Familie und ließ sich in Potsdam nieder. Gesellschaftlichen Umgang pflegte er hier mit den Mitgliedern des „Potsdamer Kunstvereins von 1909“ und der „Potsdamer Kanu-Gesellschaft e. V.“ In den zwanziger Jahren erwarb der Maler ein Segelboot, später dann ein Hausboot, die zum bevorzugten Aufenthaltsort während der Sommermonate auf den Seen Brandenburgs und Mecklenburgs wurden. Nach 1945 begleitete ihn die aus Elbing/Ostpreußen stammende Kunstgewerblerin Edith Bender, die er 1952 heiratete, auf seinen Bootstouren. 1946 erhielt der Maler die Anerkennung als freischaffender Künstler und wurde am 22. Januar 1947 Mitglied im Schutzverband bildender Künstler. Ab 1948 lebte er in Bergholz-Rehbrücke, bis 1952 ein Stadtteil von Potsdam, Feldstraße 67 bzw. 92. Hier verstarb er am 16. März 1956 und wurde auf dem Friedhof in Bergholz beigesetzt.

## Schaffen
Paul Matthes war Autodidakt. Im Gesamtwerk dominiert die Grafik. Für seine Ereignisbilder und Städteansichten verwendete er sowohl die Technik des Steindrucks, als auch des Kupferstichs. Die von ihm gestalteten Kunstpostkarten mit Städte- und Landschaftsansichten aus den Niederlanden, der Schweiz und Deutschland weisen hohe Motivnummern auf, die heute begehrte Sammelobjekte sind.
Seine künstlerische Entwicklung ist besonders an den unterschiedlichen Techniken der Ölgemälde zu erkennen, von denen erst in jüngster Zeit einige ausfindig gemacht und somit gegenübergestellt werden konnten. Darin erweist sich der Künstler generell als Naturalist – bis 1920 jedoch stark beeinflusst durch die Malweise der Impressionisten mit helleren Farben und pastosem Farbauftrag (Tribschen, 1919; Kleine Stadt an der Aller, Ostpreußen, 1920 oder Weg mit Apfelbäumen. o. J.) Seine späteren Gemälde lehnen sich stärker an die natürliche Vorlage an und sind feiner durchgearbeitet (Himmelreich, o. J.; Alte Fahrt, o. J.; Moorlake, o. J.; Tornowsee, o. J.; Birkenweg bei Binenwalde, o. J. oder Am Stölpchensee, o. J.)
Das Gesamtwerk lässt sich in die Motivgruppen Landschaft, Architektur, Seefahrt und Porträt gliedern.

## Werk
- Kunstkarten-Serien, Eigenverlag, ab 1900
- Kunstkalender, Verlag W. de Haan, Utrecht, 1909–1923
- Aus Frankfurt/Main, Stadtmappe mit zwölf Originalgrafiken, 1920
- New York, Radierung, o. J., Kunstmuseum Luzern / Schweiz
- Seebad Scheveningen, div. Radierungen, Gemeentemuseum Den Haag / Niederlande und Beeldbank Haags Gemeentearchiv / Niederlande.

Alle bisher bekannten Ölgemälde befinden sich in Privatbesitz.

### Allgemeines
- Pieter A. Schien: Neederlandse beeldende Kunstenaats, 1750–1950, Kunsthandel Pieter A. Schien, Gravenhage 1969/1970
- Siegfried Jahn, Helmut Nega: Paul Matthes – Maler in Europa, Gemälde und Grafiken, Ausstellungskatalog, Nuthetal 2014

### Amtliche Dokumente
- Militärpass für Paul Matthes, 1917: Zu erreichen Zürich (Schweiz), Zürichstr. 79. Kinder: 3
- Reisepass Nr. 1864 des Deutschen Reiches, Königreich Preußen für Oskar Paul Matthes: Gut zur einmaligen Reise von Königsberg über Konstanz nach der Schweiz. Reisegrund: Rückkehr nach dem dortigen Wohnsitz